# James Anthony Bailey
Pour les articles homonymes, voir James Bailey et Bailey.
James Anthony Bailey, de son vrai nom James Anthony McGuiness (né le 4 juillet 1847 à Détroit dans le Michigan et décédé le 11 avril 1906 à Mount Vernon dans l'État de New York) était un directeur de cirque.
Orphelin à l'âge de 8 ans, il est remarqué par Fred Harrison Bailey du cirque Hachaliah Bailey. C'est à cette période qu'il prend le nom de James A. Bailey.
Il devient directeur du cirque Cooper and Bailey à l'âge de 25 ans. Il s'associe ensuite avec Phineas Taylor Barnum en 1881.